# Love Psychedelico
Love Psychedelico (ラブ・サイケデリコ?)  es un grupo japonés de pop rock formado en 1997 en la universidad de Aoyama (Tokio). Está conformado por Kumi (voz y guitarra) y Naoki (guitarra, bajo y teclados).
Su estilo tiene un marcado acento inglés pero intercalando unas pocas palabras en japonés entre sus letras, su música es una fusión de Pop-Rock y música electrónica que con el añadido de la era digital, dan como resultado un estilo inconfundible.

## Discografía

### Álbumes de estudio
| Año  | Datos | Posiciones en charts | Ventas totales |
| ---- | --- | -------------------- | -------------- |
| 2001 | The Greatest Hits - Lanzamiento: 11 de enero de 2001 - Discográfica: Victor (VICL-60666) - Formatos: CD, descarga digital         | 1                    | 1 660 702      |
| 2002 | Love Psychedelic Orchestra - Lanzamiento: 9 de enero de 2002 - Discográfica: Victor (VICL-60888) - Formatos: CD, descarga digital | 1                    | 690 154        |
| 2004 | Love Psychedelico III - Lanzamiento: 15 de febrero de 2004 - Discográfica: Victor (VICL-61290) - Formatos: CD, descarga digital   | 2                    | 387 000        |
| 2007 | Golden Grapefruit - Lanzamiento: 27 de junio de 2007 - Discográfica: Victor (VICL-61290) - Formatos: CD, descarga digital         | 5                    | 108,000        |
| 2010 | Abbot Kinney - Lanzamiento: 13 de enero de 2010 - Discográfica: Victor (VICL-61290) - Formatos: CD, descarga digital              | 7                    | 67,000         |

### Otros álbumes
| Año  | Información del álbum | Posiciones en charts | Ventas totales |
| ---- | --- | -------------------- | -------------- |
| 2005 | Early Times - Compilación - Lanzamiento: 9 de febrero de 2005 - Discográfica: Victor (VICL-61579) - Formatos: CD, descarga digital                                            | 1                    | 468,000        |
| 2006 | Live Psychedelico - Álbum en vivo - Lanzamiento: 22 de marzo de 2005 - Discográfica: Victor (VICL-61883) - Formatos: CD, descarga digital                                     | 35                   | 14 000         |
| 2008 | This Is Love Psychedelico - Compilación para el mercado estadounidense - Lanzamiento: 20 de mayo de 2008 - Discográfica: Victor (VICL-62840) - Formatos: CD, descarga digital | 16                   | 27,000         |
| 2010 | Remasters Box - Compilación - Lanzamiento: 9 de junio de 2010 - Discográfica: Victor (VIZL-430) - Formatos: 5CD                                                               | 139                  | 699            |

### Sencillos
| Año  | Título                                                                                                | Notas                                           | Charts según Oricon | Ventas totales según Oricon | Álbum                                    |
| ---- | --- | ----------------------------------------------- | ------------------- | --------------------------- | ---------------------------------------- |
| 2000 | Lady Madonna (Yūutsu Naru Spider) (ＬＡＤＹ ＭＡＤＯＮＮＡ～憂鬱なるスパイダー～? "Depressed Spider") | Inicialmente lanzado en un sello independiente. | 88                  | 19 660                      | The Greatest Hits                        |
| 2000 | Your Song                                                                                             |                                                 | 17                  | 140,000                     | The Greatest Hits                        |
| 2000 | Last Smile                                                                                            |                                                 | 11                  | 270,000                     | The Greatest Hits                        |
| 2001 | Free World                                                                                            |                                                 | 5                   | 160,000                     | Love Psychedelico Orchestra              |
| 2001 | I Will Be with You (Love Psychedelico song)\|I Will Be with You                                       |                                                 | 10                  | 62,000                      | Love Psychedelico Orchestra              |
| 2002 | Hadaka no Ōsama (裸の王様? "Naked King")                                                              |                                                 | 14                  | 24,000                      | Love Psychedelico III                    |
| 2003 | I Am Waiting for You                                                                                  |                                                 | 26                  | 14,000                      | Love Psychedelico III                    |
| 2003 | My Last Fight                                                                                         |                                                 | 12                  | 39,000                      | Love Psychedelico III                    |
| 2004 | Fantastic World (song)\|Fantastic World                                                               |                                                 | 30                  | 9,000                       | Early Times                              |
| 2005 | Right Now (Love Psychedelico song)\|Right Now                                                         |                                                 | 28                  | 11,000                      | —                                        |
| 2006 | Aha! (All We Want)                                                                                    |                                                 | 25                  | 10,000                      | Golden Grapefruit                        |
| 2010 | Dry Town                                                                                              | Sencillo reeditado.                             | 37                  | 6,000                       | Love Psychedelico Orchestra/Abbot Kinney |
| 2011 | It's You                                                                                              |                                                 | —                   | —                           | —                                        |

### DVD
- The Film 1999.12—2002.05 (21 de noviembre de 2002)
- In Concert at Budokan (7 de diciembre de 2005)
- Golden Grapefruit Box (18 de junio de 2008)